# Louis Vandenbergh

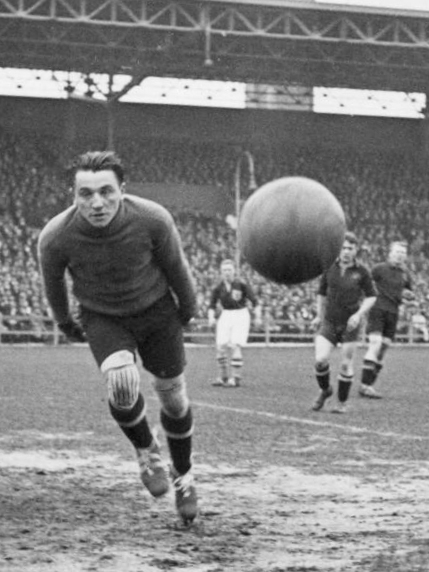
Louis Vandenbergh tijdens Nederland-België, 17 april 1932.

Louis Vandenbergh (26 november 1903 - plaats en datum van overlijden onbekend) was een Belgisch voetballer die speelde als doelman. Hij voetbalde in Eerste klasse bij Daring Club Brussel en speelde 11 interlandwedstrijden voor het Belgisch voetbalelftal.

## Loopbaan
Vandenbergh debuteerde in 1926 als doelman in het eerste elftal van toenmalig Eersteklasser Daring Club Brussel en verwierf er al snel een basisplaats. Vanaf 1928 werd de jonge en beloftevolle Arnold Badjou, die de jeugdreeksen bij Daring had doorlopen, een grote concurrent voor de positie van doelman. De club had vanaf dat moment twee bijna evenwaardige doelmannen. Badjou mocht de belangrijke wedstrijden spelen, terwijl Vandenbergh werd opgesteld in de minder belangrijke wedstrijden.
Tussen 1928 en 1933 speelde Vandenbergh 11 wedstrijden voor het Belgisch voetbalelftal, eveneens afwisselend met Badjou. Vandenbergh werd opgesteld in de vriendschappelijke wedstrijden die de nationale ploeg speelde terwijl Badjou werd opgesteld in de belangrijkere wedstrijden.
In 1933 had Badjou Vandenbergh zowel bij Daring als de nationale ploeg volledig verdrongen als eerste doelman en Vandenbergh stopte met voetballen op het hoogste niveau. In totaal speelde hij 107 wedstrijden in Eerste klasse.